# Чжу Чженьхен
Чжу Чженьхен (*朱震亨, 1281 —1358) — китайський медик часів династії Юань, засновник власної медичної школи.

## Життєпис
Народився у повіті Іу округу Сучжоу (в сучасній провінції Чжецзян). Його предки проживали поруч з річкою Даньсі (Кіноварний струмок), від чого він в подальшому отримав прізвисько Даньсійський наставник (Даньсі-сяньшен). Захоплюючись з дитинства літературою і філософією, насамперед неоконфуціанством Чжу Сі, з часом Чжу Чженьхен став досить освіченою людиною. Він готувався стати чиновником і в 1311 році успішно склав іспити на вчену ступінь. Але коли його мати тяжко захворіла, й він вирішив присвятити себе медицині.
Вивчаючи давню медичну класику, він зрозумів, що медицина потребує подальшого розвитку. Чжу Чженьхен вирушив на пошуки вчителя і в Цяньтані (сучасне м.Ханчжоу) зустрівся з відомим лікарем Ло Чжиті, у якого якийсь час брав уроки. Однак закінчивши навчання, Чжу Чженьхен не став його послідовником і, повернувшись додому, розробив своє вчення, яке спочатку викликало критику з боку інших лікарів, проте дозволило ефективно лікувати низку захворювань. Завдяки лікуванню Чжу його мати одужала. До кінця життя Чжу Чженьхен здобув популярність і визнання.

## Школа медицини
Згідно з вченням Чжу Чженьхена, абсолютна більшість захворювань відбувається внаслідок того, що в організмі ян є в надлишку, а інь недостатньо і, зокрема, активна янська стихія «вогонь печінкі» (сян хо 相 火 — відповідальний за перикард і 3 функціональні системи: верхню, що знаходиться вище діафрагми і включає в себе серце і легені, середню, що знаходиться між діафрагмою і пупком і включає селезінку, шлунок, печінку, жовчний міхур, і нижню, що знаходиться нижче пупка і включає нирки, сечовий міхур, товсту і тонку кишки), тому лікування повинно полягати в плеканні інь (ян інь 養陰) і придушенні вогню (цзян хо 降火), внаслідок чого його школа називається Школою плекання інь (Ян-інь сюепай 養陰 學派) або Школою вирощування інь (Цзи інь сюепай 滋陰 學派).
Селезінку і шлунок він вважав головним джерелом пневми-ці 氣, яку можна перерозподіляти так, щоб підтримувати в організмі сили інь. Причини хвороб бачив у застоях пневми-ці, вологи, флегми, вогню, крові та харчів. Був прихильником іньської дієти і обмежень в сексуальних бажаннях. Для лікування пропонував засоби седативного дії, зокрема спокій, психотерапію, заспокійливі настоянки (валеріану, лимонник і таке інш.).
Його учнями були Вен Люй, Дай Сигун, Ван Лунь, Ван Цзі. Школа продовжувала існувати й за часів династії Мін.

## Праці
Чжу Чженьхен залишив після себе численні твори. Найвідомішими є «Ге чжи юйлунь» (格致餘論, «Напівсказані міркування про класифікацію речей та вдосконаленні знань» в 1 цзаюні), «Цзюйфан фахуей» (局方發揮, «Вичерпне розкриття офіційних рецептів» в 1 цзюані), «Цзінь гуйгоу сюань» (金匱 鉤玄, «Відкриття потаємного із золотого скриньки» у 3 цзюанях), «Беньцао янь-і бу-і» (本草衍義補遺, «Розвиток та доповнення травників» в 1 цзюані), «Даньсі сіньфа» (丹溪心法, «Професійні секрети Даньсі» у 5 цзюанях), Даньсі сіньфа фуюй (丹溪心法附餘,"Доповнення до «Професійних секретів Даньсі» в 24 цзюанях).